# Linciaggio

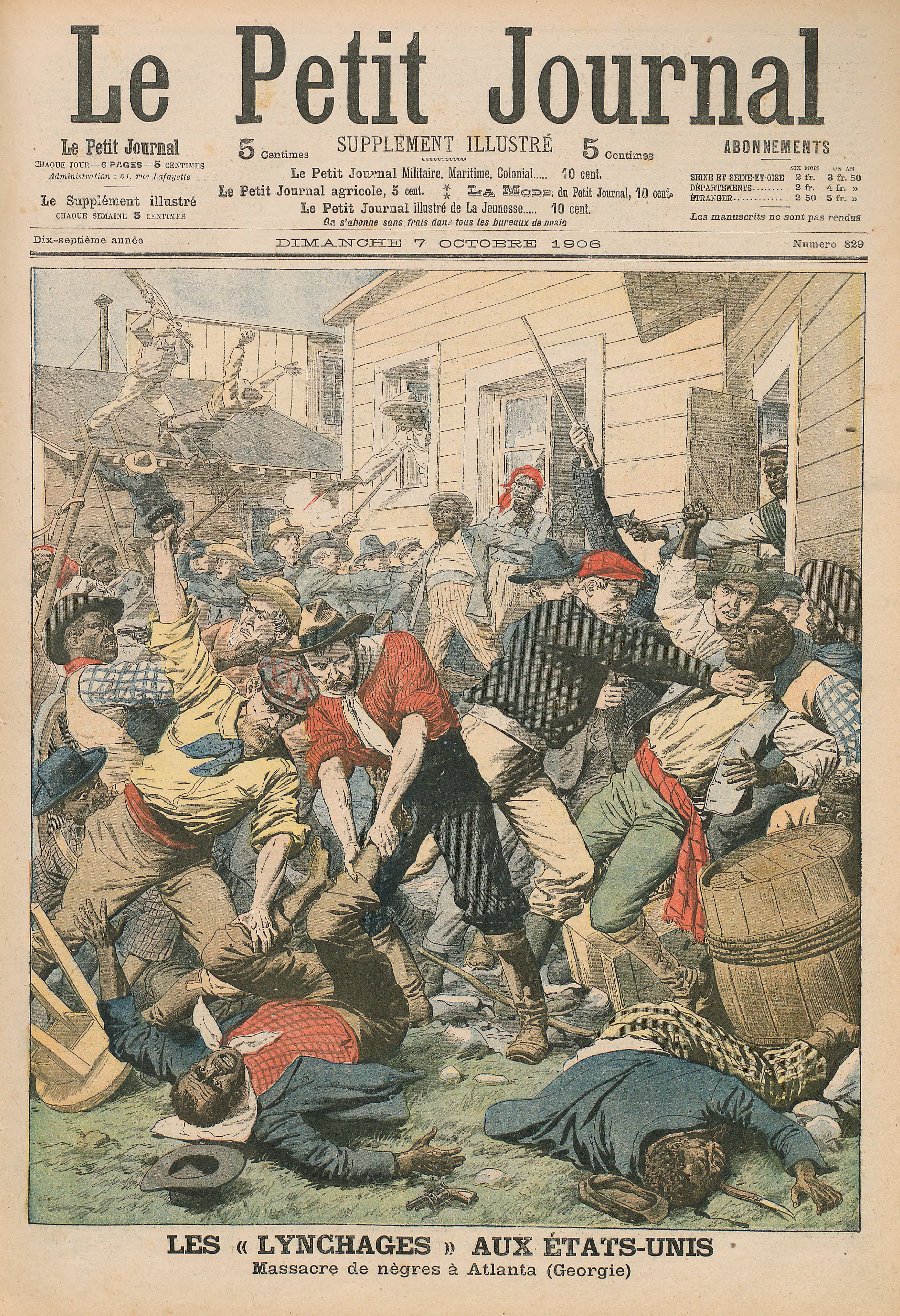
Copertina di Le Petit Journal, 7 ottobre 1906. Descrive le rivolte a sfondo razziale avvenute ad Atlanta: "I Linciaggi negli Stati Uniti. Il massacro dei Neri ad Atlanta".

Il linciaggio è un omicidio risultato di un'esecuzione sommaria; si tratta di una punizione extragiudiziale da parte di un assembramento informale incontrollato. È utilizzato spesso per caratterizzare le esecuzioni pubbliche non ufficiali da parte di una folla per punire un presunto trasgressore della legge o per intimorire un gruppo specifico.
Rappresenta una forma estrema di controllo sociale del gruppo, come il "Charivari", lo "skimmington", il "riding the rail" e il "tarring and feathering", ma con una deriva verso l'ostentazione in spettacolo pubblico. Vi sono prove di esempi che possono essere rinvenuti anche all'interno di quelle società che hanno preceduto gli insediamenti europei nell'America del Nord.

## Etimologia del termine
Le origini della parola lynch sono oscure ma con tutta probabilità la sua provenienza si può far risalire alla guerra d'indipendenza americana (1776-83); il verbo deriva dalla frase Legge di Lynch, termine indicante la pena di morte senza processo. Due sono gli statunitensi generalmente accreditati per aver inventato la pratica: Charles Lynch (1736-96) e William Lynch (1742-1820) che abitarono entrambi in Virginia nel decennio 1780. Il primo, secondo alcune fonti (come l'Encyclopædia Britannica), ha il miglior credito; mentre il capitano William non è noto per aver utilizzato il termine, almeno non in questo periodo.
Altre fonti (come il Compact Oxford English Dictionary o il Merriam-Webster's Collegiate Dictionary) però collegano William proprio alla Legge di Lynch, che lo autorizzò ad esercitare la giustizia senza alcun regolare processo nella contea di Pittsylvania; egli in seguito ebbe a sostenere che la frase fu per la prima volta utilizzata in un tabloid firmato da lui e dai suoi vicini latifondisti. Anche se Edgar Allan Poe affermò di aver rinvenuto quel documento, con molta probabilità si trattò di un falso.

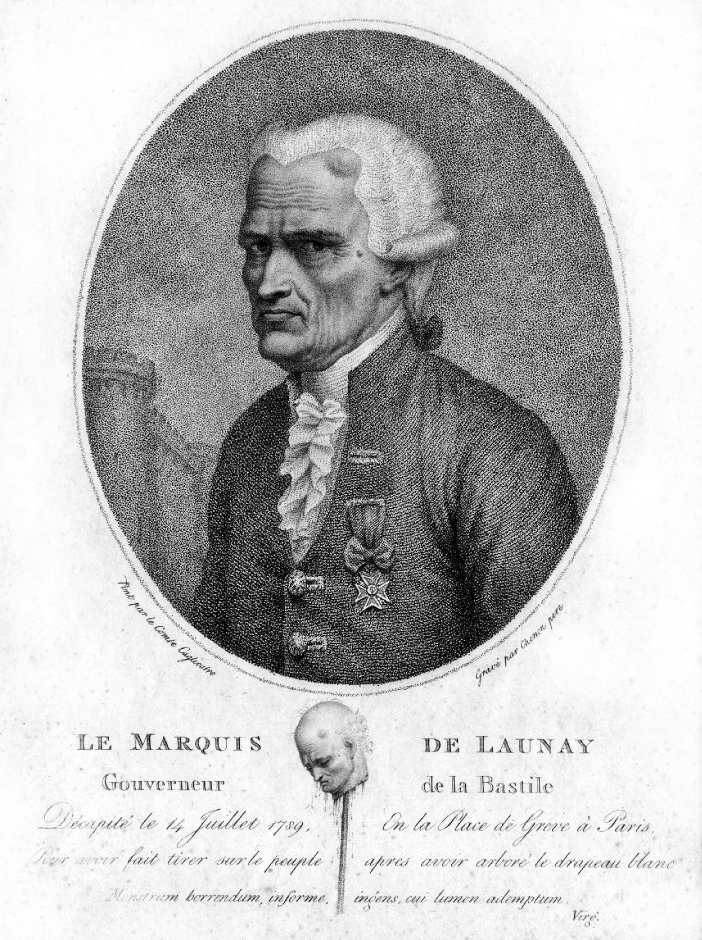
Bernard-René Jourdan de Launay, governatore della Bastiglia, fu colpito da colpi di baionetta, poi agonizzante fu trascinato nei pressi di un ruscello dove fu finito con numerosi colpi di pistola. La testa fu portata in giro per la città infilzata su una picca (14 luglio 1789, presa della Bastiglia).

Non vi è comunque alcuna prova che la morte sia mai stata inflitta da parte di nessuno dei due. Nel 1782 Charles scrisse che il suo assistente aveva amministrato la Legge di Lynch (presiedendo una corte di giustizia irregolare e arbitraria) contro i Lealisti (i coloni fedeli alla corona britannica durante la rivoluzione anti-britannica) e nei rapporti con i "negri", rivendicandone la validità dell'applicazione.
Negli Stati Uniti d'America l'origine del termine linciaggio e Legge di Lynch è tradizionalmente attribuita a Charles, un piantatore e rivoluzionario che diresse un tribunale di contea e fece incarcerare i sostenitori degli inglesi; era giudice di pace della Contea di Bedford (Virginia) fin dal 1767. Mancandogli la giusta competenza, si giustificò con le necessità della guerra; successivamente prevalse sui suoi amici del Congresso della confederazione, facendo promulgare una legge che esonerò lui e i suoi associati da ogni incriminazione.

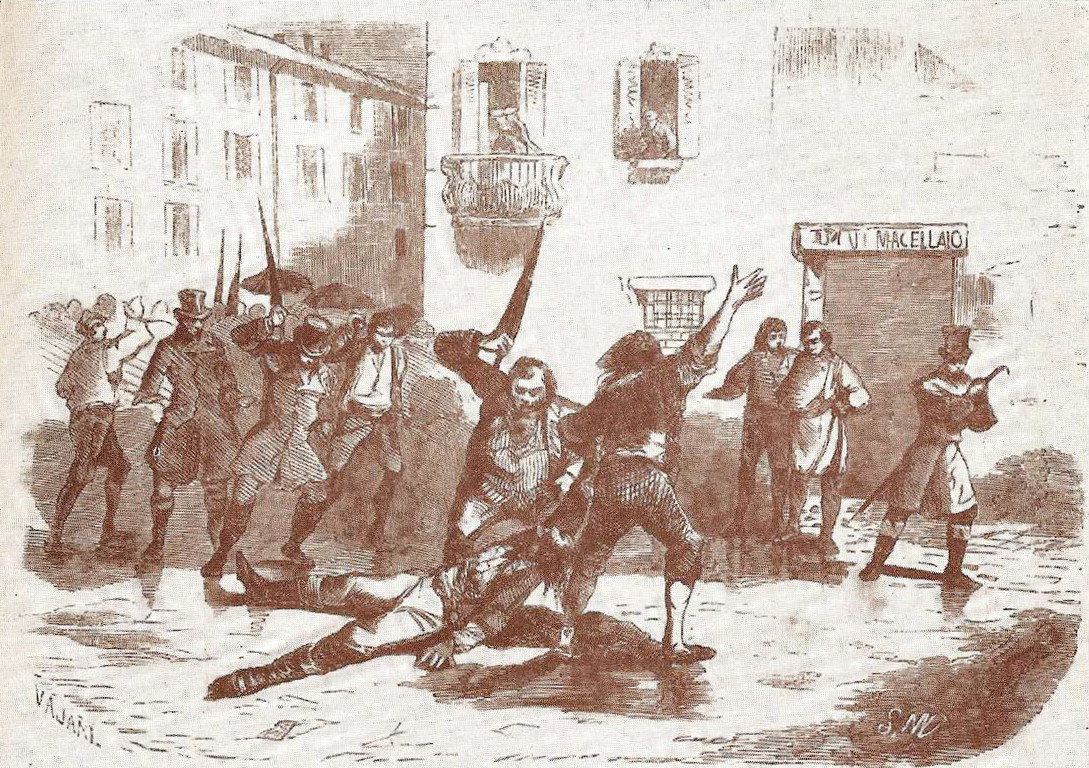
Illustrazione raffigurante il linciaggio di Giuseppe Prina avvenuto nel 1814 a Milano.

Era evidentemente preoccupato per il fatto che avrebbe potuto affrontare un'azione legale da parte di qualcuno tra quelli che aveva fatto incarcerare arbitrariamente, ma tale mossa congressuale provocò non poche controversie e il termine Legge di Lynch significò l'assunzione di un'autorità extragiudiziale, finendo con l'entrare nel parlato comune. Lynch non fu mai accusato di pregiudizi razzisti ed effettivamente assolse i neri accusati di omicidio in tre differenti occasioni, giudicando solo i fatti; fu però accusato di pregiudizio etnico per il suo abuso nei confronti dei lavoratori gallesi delle miniere.
In Irlanda l'origine del nome fu rivendicato come conseguenza dell'atto compiuto da James Lynch Fitzstephen, sindaco di Galway, che fece impiccare il proprio figlio dal balcone della sua casa dopo averlo condannato per l'omicidio di un commerciante spagnolo avvenuto nel 1493; tuttavia le prove linguistiche sono contraddittorie e la storia fu verosimilmente inventata nel corso del XIX secolo.
Il verbo arcaico lynch, "picchiare con forza con uno strumento flessibile" per castigare o maltrattare, è stato proposto come fonte etimologica; ma non vi è alcuna prova che la parola sia sopravvissuta fino ai tempi moderni, pertanto anche questa proposta non è considerata plausibile.

## Storia

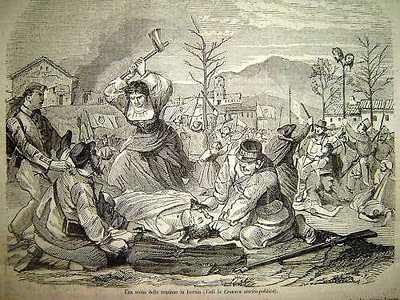
Illustrazione tratta da Il Mondo Illustrato - Giornale universale, Torino, (1861) intitolata Una scena della reazione di Isernia, raffigurante il linciaggio dei liberali filounitari durante la rivolta legittimista di Isernia scoppiata nell'ottobre del 1860.

I precedenti legali e culturali del linciaggio statunitense furono diffusi e trasmessi attraverso l'Oceano Atlantico dagli immigrati provenienti dall'Arcipelago britannico all'America settentrionale coloniale (vedi Storia degli Stati Uniti d'America). La violenza collettiva rimase un aspetto assai familiare del precoce panorama legale anglo-americano.
La violenza di gruppo era generalmente non razionale nell'intenzione e nelle conseguenze, ma occasionalmente una forma "in ombra" della pretesa giustizia, questo specialmente nel corso del XVII secolo all'interno del contesto di turbolenze politiche in Inghilterra e delle condizioni sociali instabili esistenti nelle Tredici colonie, nelle ribellioni e nelle rivolte che ebbero molteplici e cadenzati ritorni.
Nel corso della Storia degli Stati Uniti d'America - durante i decenni precedenti la guerra di secessione americana - coloro che promuovevano l'abolizionismo negli Stati Uniti d'America, i Latinos degli Stati Uniti sud-occidentali e gli schiavi fuggitivi divennero le principali vittime del linciaggio razziale. Ma le aggressioni più torbide contro gli afroamericani, specialmente nel profondo Sud, aumentarono drammaticamente con la fine della guerra, proprio dopo che la schiavitù negli Stati Uniti d'America era stata abolita e a seguito della concessione del diritto di voto ai neri.
In maniere sempre più forti si verificò uno scatenamento della violenza nella seconda metà del XIX secolo, dopo che i bianchi americani del Partito Democratico riuscirono a riprendersi il potere politico verso il 1876 in tutto il Sud; qui vari Stati federati degli Stati Uniti d'America fecero approvare nuove costituzioni o legislazioni che effettivamente produssero una decisa segregazione razziale negli Stati Uniti d'America, impedendo con la forza il suffragio ai neri ma anche a molti bianchi poveri. Si separarono i neri dalla vita comune e dalle strutture pubbliche, impedendogli qualsiasi attività pubblica e finanche il diritto allo studio.
Quasi 3.500 afroamericani e 1.300 bianchi sono stati linciati negli Stati Uniti tra il 1882 e il 1968, soprattutto dal 1882 al 1920.
Il linciaggio nell'Impero britannico durante il XIX secolo coincise con un periodo di violenza che negò la partecipazione della popolazione nativa alla società dominata dai bianchi, il tutto sul presupposto fondativo della presunta supremazia (potere bianco) della "razza"; questo dopo lo "Slavery Abolition Act 1833".

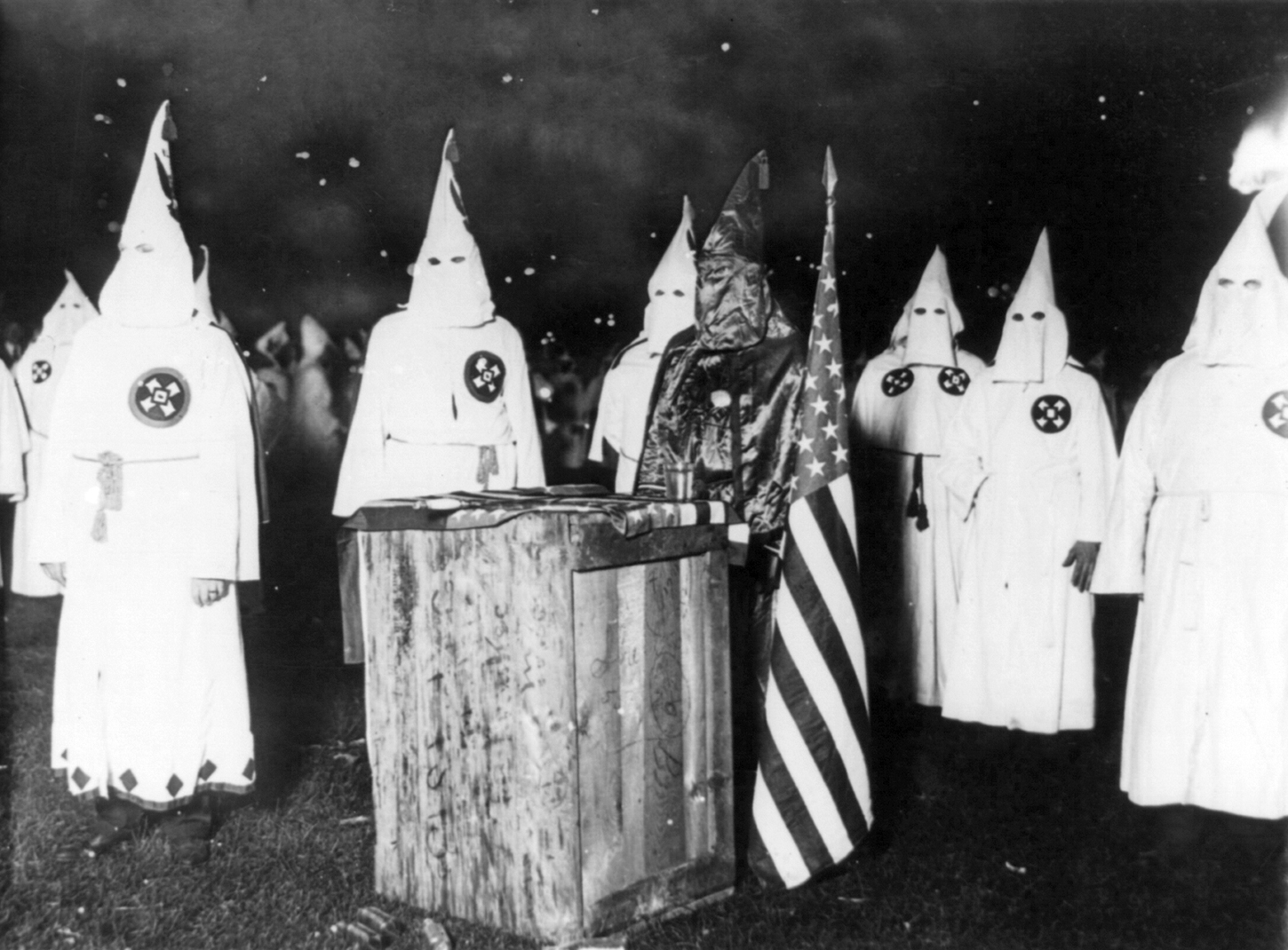
Parata del Ku Klux Klan a Chicago nel 1920 circa.

## Caratteristiche

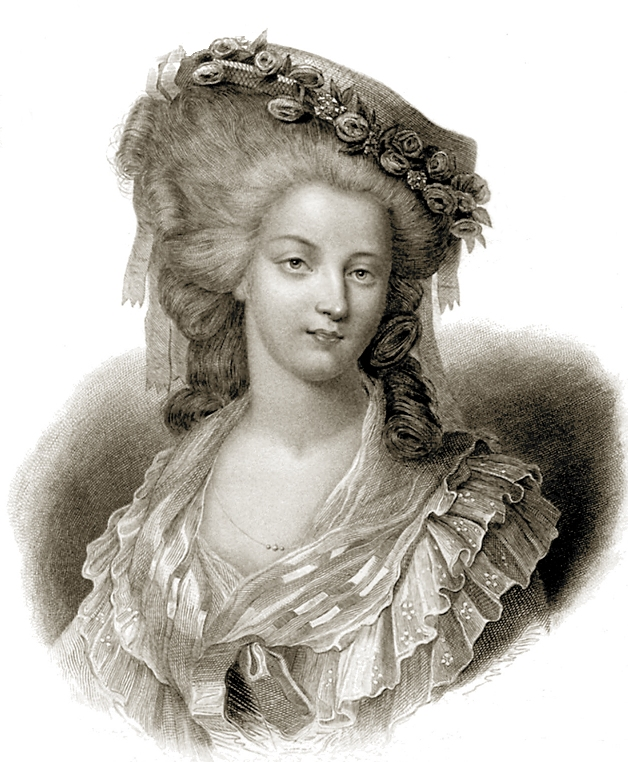
Incisione che ritrae Maria Teresa Luisa di Savoia-Carignano. Fu sottoposta a torture prima di venire decapitata con un coltello e squartata dalla folla inferocita durante i Massacri di settembre del 1792.

Il linciaggio è un gesto spontaneo che scaturisce in una comunità (una vera e propria Oclocrazia) quando si scopre (o si suppone di scoprire) un delitto che ha colpito un suo membro. Di norma è un atto considerato fuori dalla legge e gli stati condannano penalmente gli autori per salvaguardare l'ordine pubblico e proteggere il proprio monopolio nell'uso della forza ius puniendi, anche se non sempre o non necessariamente il linciaggio si conclude con la morte del linciato.

## Nel mondo

### Stati Uniti d'America
Il linciaggio come forma di punizione di presunti atti penali, eseguito da comitati incaricati, folle incontrollate o da cosiddetti "vigilanti" privi di un qualsiasi diritto legale - e senza alcuna sicurezza giuridica concessa ai sospetti - si svolse negli USA sia prima della guerra civile sia successivamente, più comunemente negli Stati Uniti meridionali o alla frontiera del West negli insediamenti posti più ad occidente.
L'estremismo razzista, con una particolare attenzione rivolta alla "repressione del vizio", si espresse come violenza di massa e spettacolo pubblico; fatto questo spesso evidente e ben esemplificata dal primo linciaggio avvenuto a St. Louis: nel 1835 un uomo nero chiamato McIntosh uccise un vicesceriffo e mentre stava per essere condotto in prigione fu catturato da un gruppo di linciatori, incatenato ad un albero e bruciato vivo nel centro cittadino di fronte ad una folla di oltre 1 000 persone.
Nel profondo Sud i membri del movimento per l'abolizionismo negli Stati Uniti d'America o altre persone che si opposero alla schiavitù negli Stati Uniti d'America divennero frequentemente gli obiettivi della violenza selvaggia dei linciatori prima della guerra civile. Nel corso del conflitto la "Confederate Home Guard" a volte linciarono i bianchi sospettati di essere sostenitori dell'Unione o anche semplici disertori. Un esempio eclatante in questo senso fu l'impiccagione del ministro del Metodismo Bill Sketoe avvenuta a Newton (Alabama) nel dicembre del 1864.
Il linciaggio di più vasta portata durante la guerra e forse il più grande linciaggio di tutta la storia americana fu quello di 41 uomini sospettati di essere unionisti verificatosi a Gainesville (Texas) nell'ottobre del 1862; la maggior parte delle vittime vennero impiccate dopo un processo sommario del tutto illegale, ma almeno 14 di loro non ricevettero neppure questa formalità. Con la stessa accusa di insurrezione e tradimento altri 5 uomini furono impiccati poco dopo anche a Decatur (Texas).
Dopo il 1865 i bianchi sudisti lottarono strenuamente per mantenere la dominanza sociale. Gruppi segreti di "vigilanti" che applicarono la "legge-fai-da-te", il più celebre dei quali sicuramente rimane il Ku Klux Klan, scatenarono assalti ed omicidi extragiudiziali privi di ogni freno con l'intento di mantenere saldamente il potere e scoraggiare i neri liberati a votare, lavorare autonomamente e ricevere un'adeguata istruzione. A volte fu attaccata anche gente proveniente dal Nord, come insegnanti e agenti federali del "Freedmen's Bureau".
Uno studio del periodo intercorrente dal 1868 al 1871 stima che il Klan rimase coinvolto in più di 400 linciaggi. Le conseguenze della guerra portarono anche ad un periodo di sconvolgimenti e turbolenze sociali, in cui la maggior parte degli uomini bianchi erano costituiti da veterani di guerra. Le aggressioni incontrollate solitamente vollero punire in maniera esemplare presunti crimini di cui si sarebbero macchiati i neri; alla fine del XIX secolo tuttavia la giornalista ed esponente di spicco del femminismo negli Stati Uniti d'America Ida B. Wells dimostrò che molti di questi presunti crimini o erano stati assai esagerati o che addirittura non si verificarono mai.
A partire dai primi anni del 1890 la stragrande maggioranza delle persone linciate furono afroamericani, tra cui almeno 159 donne. Tra il 1882 e il 1968 la Tuskegee University ha registrato 1.297 linciaggi di bianchi (compresi i membri di altri gruppi etnici come messicano-statunitensi e gli asioamericani) e 3.346 di neri.

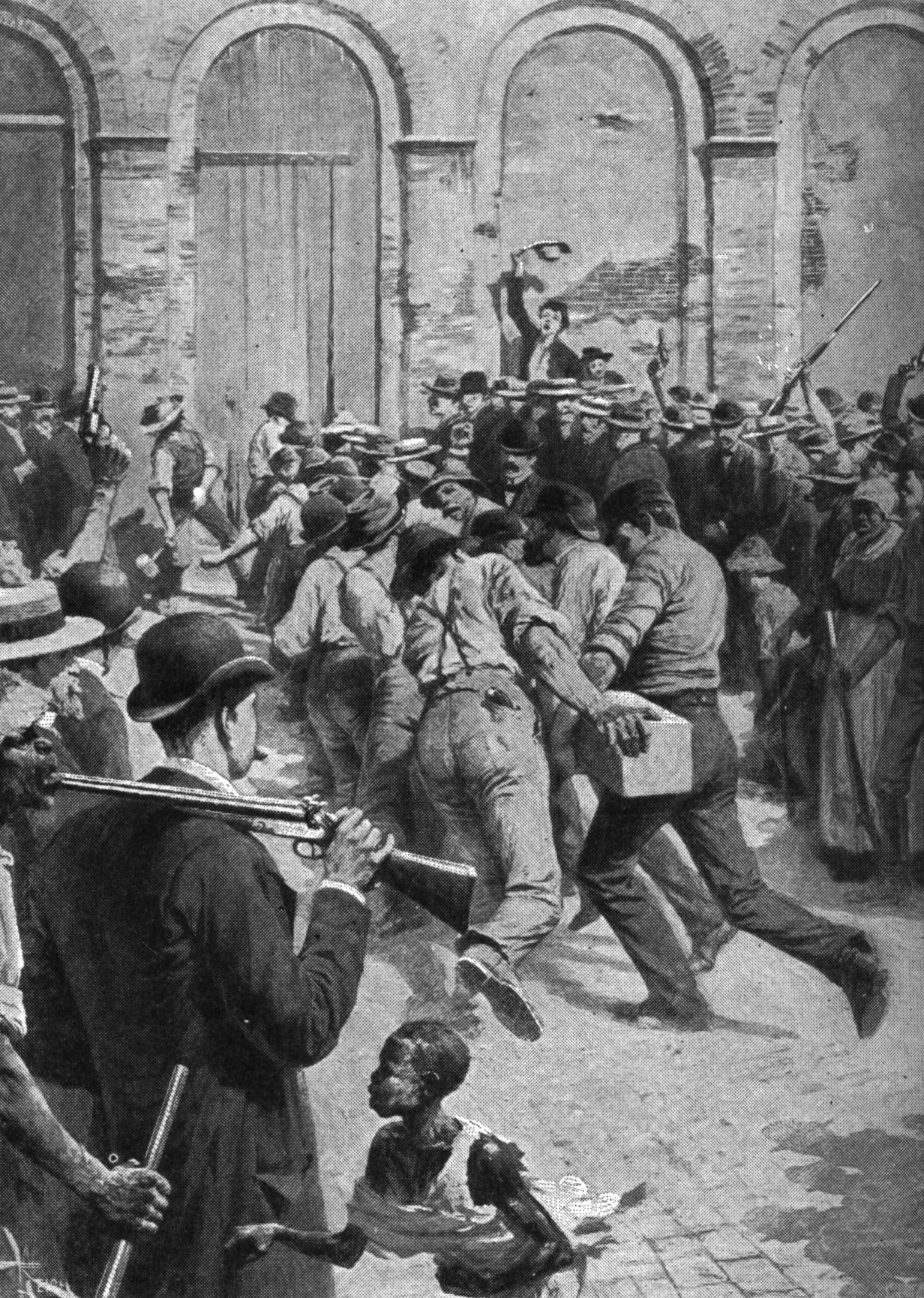
Linciaggio di New Orleans scatenato contro gli italoamericani nel 1891.

Uno dei più grandi linciaggi di massa della storia statunitense si verificò nel 1891, quando una folla inferocita linciò 11 immigrati italiani a New Orleans, dopo che erano stati assolti dall'accusa di aver ucciso il capo della polizia locale (vedi linciaggio di New Orleans). Un altro tra i linciaggi di massa di più ampie proporzioni fu quello scatenato contro i cinesi nel 1871 a Los Angeles, che risultò essere un vero e proprio massacro.
La violenza dei facinorosi nacque come mezzo per attuare la supremazia del potere bianco ed affrontare il terrorismo politico sistematico. Il Klan, i gruppi paramilitari e altri bianchi americani uniti da un sentimento di frustrazione e rabbia difesro spietatamente gli interessi della supremazia bianca; l'ampiezza della violenza extralegale nel corso delle campagne elettorali raggiunse proporzioni epidemiche, portando lo storico William Gillette a contrassegnarla come un'autentica guerriglia.
Durante l'era della Ricostruzione il Klan ed altri gruppi armati utilizzarono il linciaggio come mezzo intimidatorio per controllare gli afroamericani, costringendoli a lavorare per i piantatori ed impedendo loro di esercitare il diritto di voto che gli sarebbe spettato. Le truppe federali e le corti di giustizia che applicarono e fecero valere il Civil Rights Act (1871) in gran parte riuscirono largamente a far fallire i piani del Klan.
Al termine della Ricostruzione nel 1877 con l'uso sistematico di frodi, intimidazioni e violenze i bianchi democratici ripresero il controllo quasi totale delle assemblee legislative statali in tutto il Sud; fecero quindi approvare leggi per rendere la registrazione degli elettori più complicata, riducendo in gran parte il ruolo effettivo del voto nero.
Nel tardo XIX secolo e nei primi anni del XX (dal 1890 al 1908) ben 10 delle 11 legislature sudiste ratificarono nuove costituzioni e modificarono radicalmente il diritto di accesso al voto, questo per segregare (vedi interdizione legale e segregazione razziale negli Stati Uniti d'America) la maggior parte degli afroamericani e di molti bianchi poveri; questo attraverso dispositivi quali i sondaggi d'imposta, i requisiti di proprietà, la residenza e i test di alfabetizzazione.
Anche se ciò venne richiesto per tutti gli elettori, alcune disposizioni vennero applicate selettivamente contro i neri; molti Stati fecero passare clausole per esonerare gli analfabeti bianchi dai test per un periodo limitato: il risultato fu che gli elettori neri vennero del tutto cancellati dai documenti di registrazione per il voto e questo senza alcun ricorso politico. In quanto non poterono votare non poterono neppure far parte delle giurie popolari; rimasero completamente privi di una qualsiasi voce politica ufficiale.
L'ideologia che sta dietro al linciaggio, direttamente connessa alla negazione dell'uguaglianza sociale e politica, venne molto bene ed esplicitamente dichiarata da Benjamin Tillman, governatore della Carolina del Sud e poi membro del Senato degli Stati Uniti d'America:
La pratica del linciaggio diminuì per un breve periodo di tempo dopo il 1877. Alla fine del XIX secolo, con le lotte della classe operaia, l'opposizione alla segregazione razziale e la continua depressione economica per quanto concerneva gli agricoltori, i linciaggi ebbero un nuovo balzo in avanti nella frequenza. Il numero di linciaggi raggiunse il suo picco proprio in questo periodo, ma un tale tipo di omicidio scatenato dalla massa continuò almeno fino alla metà del XX secolo ed oltre.
I calcoli e le registrazioni effettuate dalla Tuskegee University per i linciaggi avvenuti tra gli anni 1880 e 1951 mostrano 3.437 vittime afroamericane e 1.293 vittime bianche; i crimini si sono concentrati soprattutto negli Stati appartenenti alla "fascia del cotone" (Mississippi, Georgia, Alabama, Texas e Louisiana).
Gli afroamericani resistettero attraverso le proteste pubbliche, le marce, l'attività di gruppo di pressione, la scrittura di articoli di denuncia, il rifiuto delle cosiddette giustificazioni date per la pratica di esecuzione extragiudiziale; ma anche attraverso gruppi anti-linciaggio affiliati al femminismo. I drammaturghi afroamericani produssero 14 opere teatrali contro il linciaggio tra il 1916 e il 1935, 10 delle quali create da donne.
A seguito dell'uscita del film Nascita di una nazione, che glorificò il linciaggio e il Klan dell'epoca della Ricostruzione, si ebbe una riapparizione in grande stile proprio del Ku Klux Klan; a differenza della sua forma precedente questa volta fu rappresentato fortemente tra le popolazioni urbanizzate, soprattutto negli Stati Uniti d'America medio-occidentali. In risposta all'immigrazione massiccia di persone provenienti dall'Europa meridionale e dall'Europa orientale, il nuovo Klan assunse una posizione di esplicita xenofobia (supportato in questo dal razzismo scientifico), anticattolicesimo e antisemitismo, oltre ad esercitare la solita vessazione nei confronti dei neri.
I membri delle folle che parteciparono ai linciaggi fotografarono spesso quello che avevano fatto, per diffondere la consapevolezza del loro potere e la paura; alcune di queste fotografie venne fatte circolare e vendute come cartolina postale o "foto-ricordo". Nel 2000 James Allen ha pubblicato una raccolta di 145 foto di linciaggi in forma di libro mettendole anche online, con testi scritti e video per accompagnare l'orrore suscitato dalle crude immagini.
La Dyer Anti-Lynching Bill venne presentata per la prima volta al Congresso degli Stati Uniti d'America nel 1918 dal senatore del Partito Repubblicano Leonidas C. Dyer del Missouri. Il disegno di legge fu approvato dalla Camera dei rappresentanti nel 1922 e in quello stesso anno ottenne un rapporto favorevole da parte della commissione del Senato degli Stati Uniti d'America; la sua approvazione venne però impedita dai senatori bianchi del Partito Democratico coalizzati nel "Solid South", unici rappresentanti ufficiali del profondo Sud dopo che tutti gli Stati meridionali imposero la segregazione razziale nei confronti degli afroamericani tramite varie restrizioni al diritto di voto a cavallo tra il XIX e il XX secolo.
Il Dyer Bill influenzò la successiva legislazione anti-linciaggio, inclusa la Costigan-Wagner Bill del 1934-5; entrambe le proposte furono bloccate dal senatore William Borah. Così come apparve nel 1922 la Legge Dyer dichiarava: "assicurare alle persone all'interno della giurisdizione di ogni Stato la parità di protezione delle leggi e di punire il crimine di linciaggio.... Che sia adottato dal Congresso in riunione congiunta, che con la frase "associazione di mobbing o assembramento sedizioso", quando utilizzata in questo atto, si intende un gruppo composto da tre o più persone che agiscono di proposito e d'accordo allo scopo di privare una qualsiasi persona della propria vita - senza avere alcuna autorità di legge - come pena o con l'intento d'impedire che si commetta un qualche presunto o reale reato o offesa pubblica".
Mentre la frequenza dei linciaggi decrebbe costantemente nel corso di tutti gli anni trenta, proprio nel 1930 vi fu un picco; nel nord del Texas e nel sud dell'Oklahoma quattro persone subirono il linciaggio in incidenti distinti ad una distanza di meno di un mese l'uno dall'altro. Un altro forte picco si verificò subito dopo la fine della seconda guerra mondiale, quando i razzisti bianchi si sdegnarono dell'orgoglio dimostrato dai veterani afroamericani.
L'ultimo linciaggio di massa documentato ebbe luogo nella contea di Walton (Georgia) nel 1946 quando due veterani di guerra e le loro mogli furono uccisi dai proprietari terrieri bianchi. La "Legge di Lynch" è declinata notevolmente nel corso degli anni cinquanta. La maggior parte, ma non tutti, i linciaggi cessarono durante gli anni sessanta. L'assassinio di Michael Donald avvenuto in Alabama nel 1981 è stato l'ultimo linciaggio registrato negli Stati Uniti.

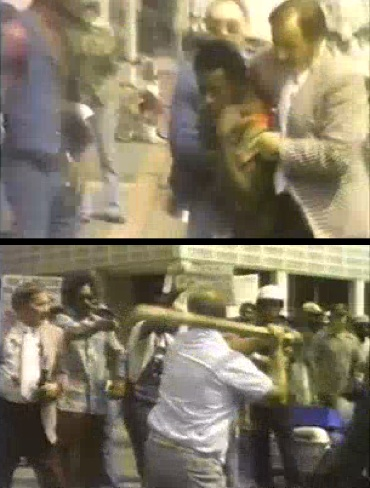
Violenze durante una marcia del Ku Klux Klan a Mobile (Alabama) nel 1977.

Il titolo 18, USC, sezione 241, è lo statuto dell'associazione a delinquere volta ad impedire i diritti civili; esso rende illegale per due o più persone il complottare per ledere, opprimere, minacciare o intimidire qualsiasi persona di qualsiasi Stato, territorio o distretto nell'esercizio delle proprie libertà o nel godimento di qualsiasi diritto o privilegio garantito dalla Costituzione degli Stati Uniti d'America dalle legislazioni federali, rendendo inoltre anche illegale per due o più persone di mascherarsi sull'autostrada o nei locali privati di un'altra persona con l'intento di impedire o ostacolare il suo libero esercizio o il godimento di tali diritti. A seconda delle circostanze del reato e di ogni conseguente pregiudizio, l'infrazione è punita da una serie di multe e/o di reclusione per un certo periodo di anni fino all'ergastolo e alla pena di morte.
L'espressione felony lynching ("reato di linciaggio") è stata usata nella legislazione della California; essa descrive l'atto di sottrarre qualcuno dalla custodia di un agente di polizia con "metodologia da sommossa". Non si riferisce in realtà all'atto effettivo del linciaggio ed è stata utilizzata per incriminare le persone che hanno tentato di liberare qualcuno dalla custodia giudiziaria; vi sono stati diversi casi notevoli nel XXI secolo, alcuni assai controversi, quando una persona nera ha tentato di farne evadere un'altra.
Nel 2015 il governatore della California Jerry Brown ha firmato la legge della senatrice afroamericana Holly J. Mitchell rimuovendo la parola "linciaggio" dal codice di diritto penale dello Stato senza alcun commento dopo che essa aveva ricevuto l'approvazione unanime da parte dei legislatori statali. Mitchell ha dichiarato: "è stato detto che le parole forti dovrebbero essere riservate a concetti forti e il linciaggio ha in effetti una storia così dolorosa per gli afroamericani che la legge dovrebbe usarla solo per quello che realmente è, ovvero un assassinio compiuto da una folla di facinorosi". La legge è rimasta per il resto immutata.

### Regno Unito
In Gran Bretagna una serie di rivolte a sfondo razziale scoppiarono in diverse città nel 1919 tra i bianchi e i marinai neri; a Liverpool, dopo che un nero venne colpito da due bianchi in un pub, i suoi compagni attaccarono il locale per vendetta. In risposta la polizia fece irruzione in vari alloggi occupati da neri provocando una furibonda brutalità poliziesca. Charles Wootton, un marinaio nero ventiquattrenne che non era rimasto coinvolto negli scontri, venne inseguito fino al fiume Mersey e qui affogato dopo essere stato colpito da diversi proiettili sparati dalla folla la quale si mise a gridare: "lasciatelo annegare!". In sua memoria verrà in seguito fondato il "Charles Wootton College".

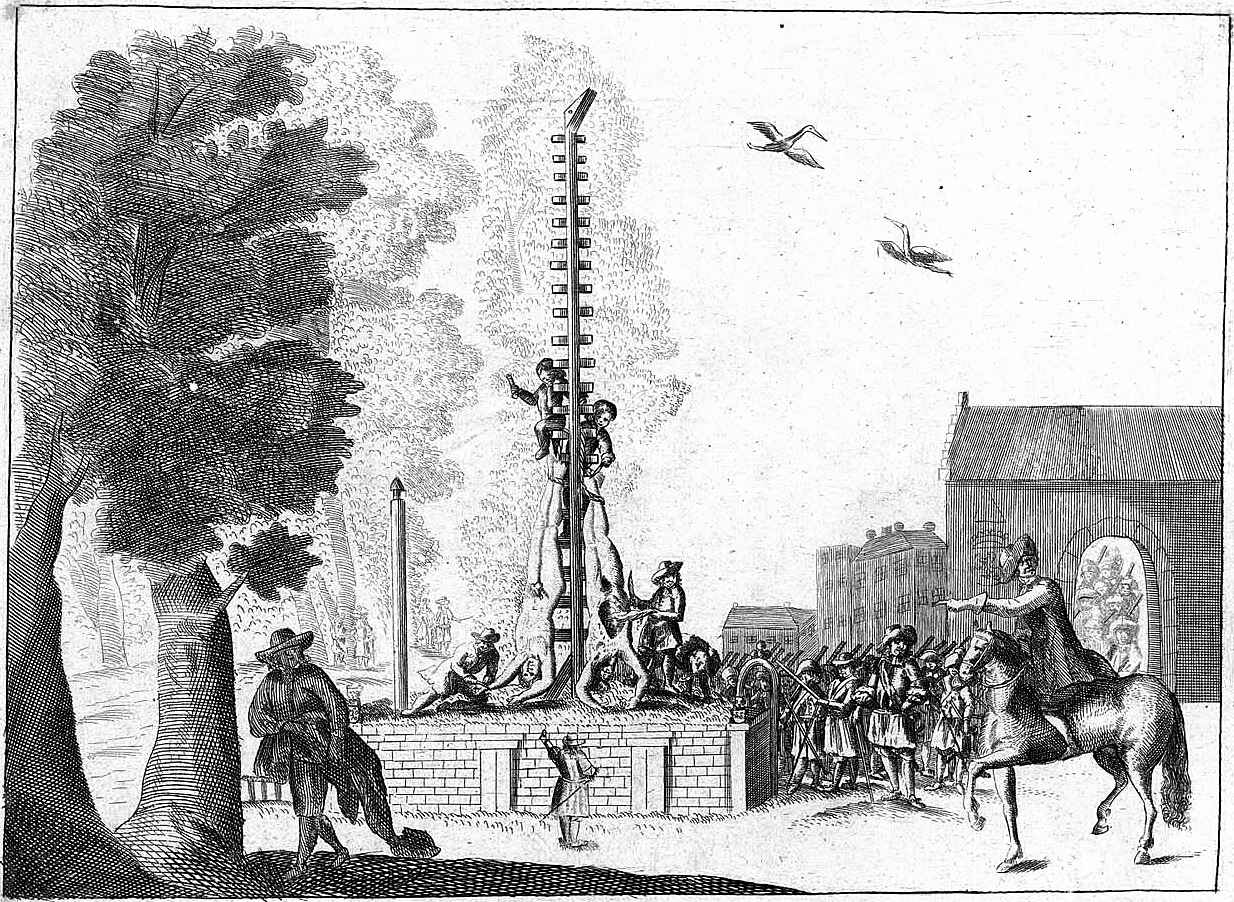
Linciaggio e squartamento pubblico di Cornelis de Witt assieme al fratello Johan de Witt a L'Aia nel 1672.

Nel 1944 Wolfgang Rosterg, un prigioniero di guerra tedesco noto per essere inviso al nazionalsocialismo, venne linciato dai propri conterranei nazisti a Comrie, in Scozia; al termine della seconda guerra mondiale cinque dei responsabili subirono l'impiccagione nella prigione di Pentonville, la più grande esecuzione multipla britannica dell'intero XX secolo.

### Germania
La situazione rimane assai meno chiara per quanto riguarda i linciaggi avvenuti nella Germania nazista; la propaganda nella Germania nazista cercò talvolta di descrivere la violenza statale come "linciaggi spontanei". L'esempio più famoso è rappresentato dalla Notte dei cristalli nel 1938, rappresentata come il risultato della "collera popolare" quando fu invece eseguita in modo pianificato e pienamente organizzato, principalmente dagli uomini delle SS.
Allo stesso modo i circa 150 omicidi confermati di membri di equipaggi sopravvissuti degli aerei degli alleati della seconda guerra mondiale abbattuti, la propaganda nazista li definì "conseguenze del terrorismo angloamericano dei bombardamenti"; le esecuzioni furono eseguite principalmente da funzionari nazisti o da membri della polizia o della Gestapo, anche se talvolta vi parteciparono anche alcuni civili. Questi assassinii di membri dell'aviazione nemica senza alcun processo in alcuni casi vennero personalmente ordinate da Adolf Hitler nel maggio del 1944.
Pubblicamente non si mancò di annunciare che i piloti catturati non sarebbero più stati protetti dall'"ira del popolo"; vi furono inoltre ordini trasmessi segretamente che vietarono ai poliziotti o ai soldati d'interferire a favore del nemico nei conflitti scaturiti tra civili e forze alleate o di perseguire i civili che compivano tali atti.
"Gli attacchi contro gli aviatori alleati non erano tipicamente atti di vendetta per le battaglie che li avevano immediatamente preceduti... Gli autori di questi attacchi erano solitamente funzionari nazionalsocialisti, che non esitavano a sporcarsi le mani personalmente. I linciaggi nel senso di omicidi commessi dalla folla raccoltasi spontaneamente nei centri urbani è stata l'eccezione".

### Guatemala
Una giovane donna guatemalteca, Alejandra Maria Torres, è stata attaccata da una folla nella Città del Guatemala il 15 dicembre 2009. Gli aggressori hanno affermato che Torres aveva tentato di rapinare i passeggeri su un autobus; Torres è stata picchiata, cosparsa di benzina e data alle fiamme. È stata comunque in grado di salvarsi. La polizia intervenuta ha arrestato Torres; è stata costretta a presentarsi in topless durante il processo e molte fotografie sono state scattate e pubblicate. Circa 219 persone sono state linciate in Guatemala nel 2009, di cui 45 sono morte.
Nel maggio del 2015 una ragazza di sedici anni è stata linciata a Río Bravo da una folla di facinorosi dopo essere stata accusata di coinvolgimento nell'uccisione di un tassista.

## Galleria d'immagini

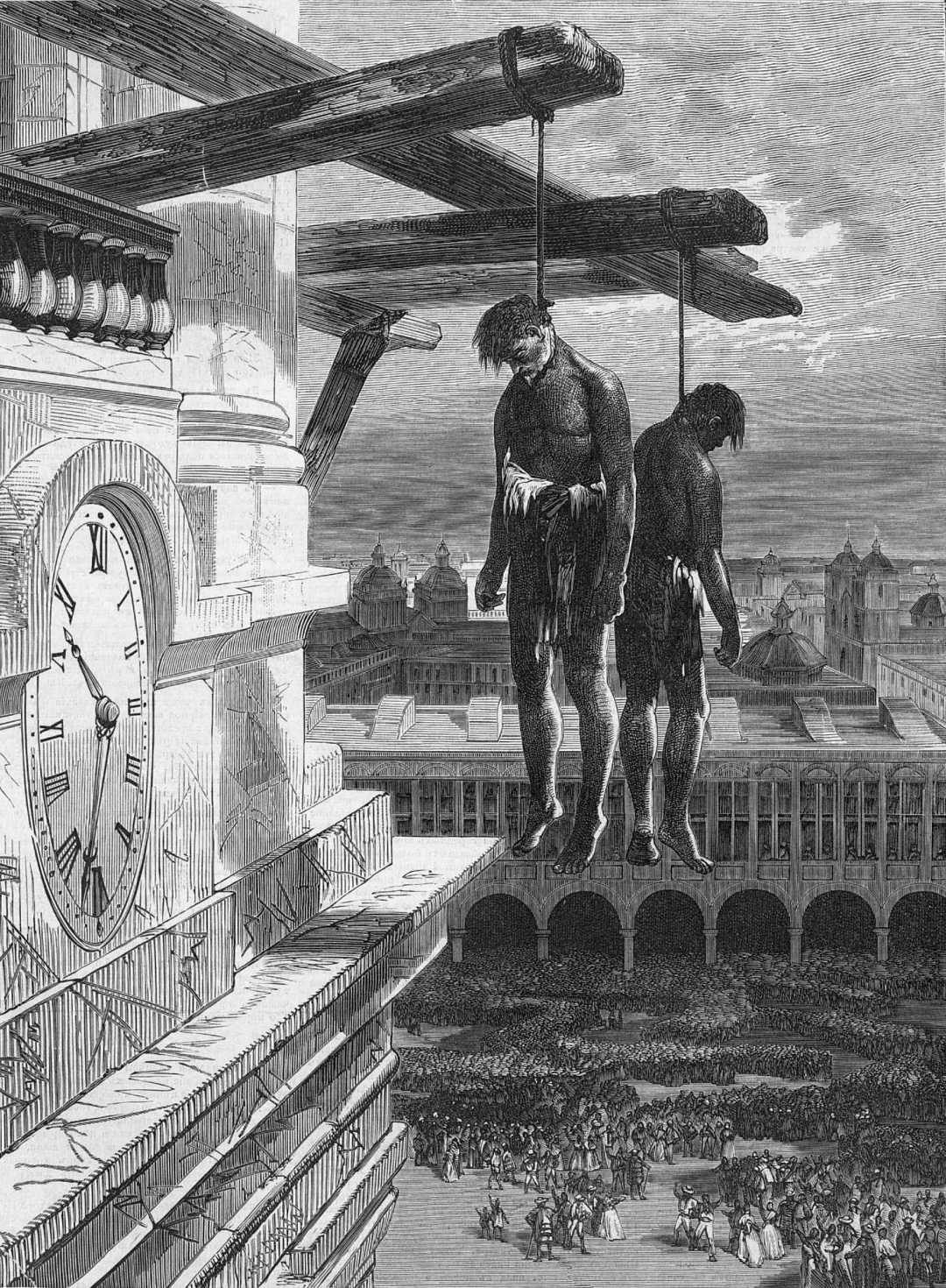
Illustrazione raffigurante il linciaggio di Tomás Gutiérrez e suo fratello avvenuta nel 1872 a Lima.
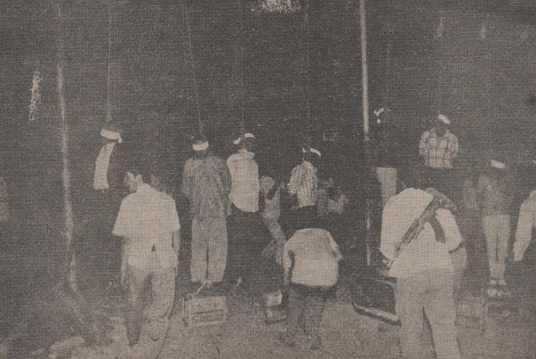
Esecuzione pubblica multipla in Iraq nel 1980.

### Altre letture
- Allen, James (ed.), Hilton Als, John Lewis, and Leon F. Litwack, Without Sanctuary: Lynching Photography in America (Twin Palms Pub: 2000), ISBN 0-944092-69-1 accompanied by an  online photographic survey of the history of lynchings in the United States (archiviato dall'url originale il 27 settembre 2004).
- Arellano, Lisa, Vigilantes and Lynch Mobs: Narratives of Community and Nation. Philadelphia: Temple University Press, 2012.
- Bailey, Amy Kate and Stewart E. Tolnay. Lynched: The Victims of Southern Mob Violence. Chapel Hill, NC: University of North Carolina Press, 2015.
- Bancroft, H. H., Popular Tribunals (2 vols, San Francisco, 1887).
- Beck, Elwood M. and Stewart E. Tolnay. "The killing fields of the deep south: the market for cotton and the lynching of blacks, 1882-1930." American Sociological Review (1990): 526-539.  online (PDF).
- Berg, Manfred, Popular Justice: A History of Lynching in America. Ivan R. Dee, Chicago 2011, ISBN 978-1-56663-802-9.
- Bernstein, Patricia, The First Waco Horror: The Lynching of Jesse Washington and the Rise of the NAACP, Texas A&M University Press (March 2005), hardcover, ISBN 1-58544-416-2
- Brundage, W. Fitzhugh, Lynching in the New South: Georgia and Virginia, 1880-1930, Urbana and Chicago: University of Illinois Press (1993), ISBN 0-252-06345-7
- Raymond Caballero, Lynching Pascual Orozco, Mexican Revolutionary Hero and Paradox, Create Space, 2015, ISBN 978-1-5143-8250-9.
- Barry A. Crouch, "A Spirit of Lawlessness: White violence, Texas Blacks, 1865-1868", Journal of Social History 18 (Winter 1984): 217–26.
- Collins, Winfield,  The Truth about Lynching and the Negro in the South.. New York: The Neale Publishing Company, 1918.
- Cutler, James E., Lynch-Law: An Investigation Into the History of Lynching in the United States (New York, 1905)
- Dray, Philip, At the Hands of Persons Unknown: The Lynching of Black America, New York: Random House (2002). Hardcover ISBN 0-375-50324-2, softcover ISBN 0-375-75445-8
- Eric Foner, Reconstruction: America's Unfinished Revolution, 1863-1877. 119–23.
- Finley, Keith M., Delaying the Dream: Southern Senators and the Fight Against Civil Rights, 1938-1965 (Baton Rouge, LSU Press, 2008).
- Ginzburg, Ralph, 100 Years Of Lynchings, Black Classic Press (1962, 1988) softcover, ISBN 0-933121-18-0
- Hill, Karlos K. "Black Vigilantism: The Rise and Decline of African American Lynch Mob Activity in the Mississippi and Arkansas Deltas, 1883-1923," Journal of African American History, 95 no. 1 (Winter 2010): 26-43.
- Ifill, Sherrilyn A., On the Courthouse Lawn: Confronting the Legacy of Lynching in the 21st century, Beacon Press (2007). ISBN 978-0-8070-0987-1
- Nevels, Cynthia Skove, Lynching to Belong: claiming Whiteness though racial violence, Texas A&M Press, 2007.
- Pfeifer, Michael J. (ed.), Lynching Beyond Dixie: American Mob Violence Outside the South. Urbana, IL: University of Illinois Press, 2013.
- Rushdy, Ashraf H. A., The End of American Lynching. New Brunswick, NJ: Rutgers University Press, 2012.
- Page, Thomas Nelson,  "The Lynching of Negroes – Its Cause and Its Prevention,". in The Negro: The Southerner's Problem. New York: Charles Scribner's Sons, 1904, pp. 86–119.
- Stagg, J. C. A., "The Problem of Klan Violence: The South Carolina Upcountry, 1868-1871," Journal of American Studies 8 (December 1974): 303–18.
- Tolnay, Stewart E. and E. M. Beck, A Festival of Violence: An Analysis of Southern Lynchings, 1882-1930, Urbana and Chicago: University of Illinois Press (1995), ISBN 0-252-06413-5
- Trelease, Allen W., White Terror: The Ku Klux Klan Conspiracy and Southern Reconstruction, Harper & Row, 1979.
- Wells-Barnett, Ida B., 1900, Mob Rule in New Orleans Robert Charles and His Fight to Death, the Story of His Life, Burning Human Beings Alive, Other Lynching Statistics  Gutenberg eBook.
- Wells-Barnett, Ida B., 1895, Southern Horrors: Lynch Law in all its Phases  Gutenberg eBook.
- Wood, Amy Louise,  "They Never Witnessed Such a Melodrama"., Southern Spaces, April 27, 2009.
- Wood, Joe, Ugly Water, St. Louis: Lulu (2006). Softcover ISBN 978-1-4116-2218-0
- Zangrando, Robert L. The NAACP crusade against lynching, 1909-1950 (1980).